# نظامی (صابرآباد)
نظامی (به لاتین: Nizami، تا سال ۲۰۰۴ ولادیمیرووکا Vladimirovka و ولادیمیرسکویه Vladimiroskoye) یک منطقه مسکونی در جمهوری آذربایجان است که در شهرستان صابرآباد واقع شده‌است. از ۱ سپتامبر ۲۰۰۴ میلادی ولادیمیروفکا به افتخار شاعر پرآوازه ایرانی به نظامی تغییرنام داد. نظامی ۲۸۵۲ نفر جمعیت دارد.